# Midikloriánok
A midikloriánok (vagy midichloriánok) az élő sejtekben megtalálható, mikroszkopikus méretű, szimbióta, egysejtű létformák a Csillagok háborúja univerzumban, amelyek a jedi tanok szerint ott lakoznak minden élőlény sejtjeiben, szimbiózisban élve velük, akárcsak az őket ihlető mitokondriumok. Egy egyén Erő-érzékenységét a szervezetében található midikloriánok száma határozza meg.

## A midikloriánok szerepe
A tudomány által midikloriánok néven ismert egysejtűek a Galaxis szívében található bolygón, az Élet Forrásán születtek, az élet bölcsőjében, ahol a Kozmikus Erő Élő Erővé vált. Midikloriánok nélkül nem volna élet: ezek a kis egysejtűek jelen vannak minden élőlény szervezetében, ők látják el a sejteket életenergiával, amelynek köszönhetően azok szaporodhatnak, megalkotva az univerzumot. Így az Élő Erő minden eleven lényben ott lakozik, mint esszenciájuk és lelkük, kitéve Élő Erő, vagy egyszerűen Erő néven ismert mindent átjáró és összekötő energiamezőt, amelynek maguk az egyes élőlények az alkotóelemei. Haláluk után az eleven lények Élő Ereje visszaáramlik a Kozmikus Erőbe, ahonnan az a midikloriánoknak köszönhetően kiáramlott. Amellett, hogy életenergiával látják el a sejteket, a midikloriánok tudatják az élőlényekkel az Erő akaratát, akik, ha kellőképp lecsendesítik az elméjüket, meghallják és megértik őket. Egyes személyek sejtjeiben az átlagosnál nagyobb számú midiklorián él: ezek a személyek fogékonyabbak arra, hogy manipulálják az Erőt, lehetővé téve, hogy különleges képességekre tegyenek szert, pl. tárgyakat mozgassanak a puszta akaratukkal. Az ilyen Erő-érzékeny egyéneket a Jedi lovagok rendjének tagjai fiatal korukban felkutatják és a Jedi Templomban nevelik fel őket, ahol tökéletesíthetik képességeiket és maguk is lovagokká lehetnek. Ellenkező esetben, amennyiben az illető saját becsvágyát és szenvedélyeit követve az Erő Sötét oldalára sodródik, Sith-é válik.

## Érdekességek
- Mint ahogyan azt Qui-Gon Jinn Jedi mester sejtette, Anakin Skywalkert a midikloriánok nemzették, mivel nem volt apja, és egyúttal neki volt a legnagyobb midikloriánszáma akivel a Jedik valaha találkozta: meghaladta a sejtenkénti 20 000-et.
- Darth Plagueis, a Bölcs Darth Sidious állítása szerint megtanulta nagymértékben befolyásolni a midikloriánokat, olyannyira, hogy képes volt életet teremteni és legyőzni a halált – ez a mese a Csillagok háborúja Kiterjesztett Univerzumának szerzői szerint igaz volt, a Csillagok háborúja világát karaktert megalkotó George Lucas szerint azonban hazugság: a halálnak senki sem parancsolhat.